# Euphrasia sevanensis
Euphrasia sevanensis är en snyltrotsväxtart som beskrevs av Sergei Vasilievich Juzepczuk. Euphrasia sevanensis ingår i släktet ögontröster, och familjen snyltrotsväxter. Inga underarter finns listade i Catalogue of Life.